# اولریک انیم الا
اولریک انیم الا (انگلیسی: Ulrick Eneme Ella؛ زادهٔ ۲۲ مهٔ ۲۰۰۱) بازیکن فوتبال است.
وی همچنین در تیم‌های ملی فوتبال France national under-16 football team، زیر ۱۷ سال فرانسه، زیر ۱۸ سال فرانسه، زیر ۱۹ سال فرانسه، و گابن بازی کرده‌است.